# アレクサンドラ・ベネルスカ
アレクサンドラ・べネルスカ（Aleksandra Wenerska、旧姓：ヴォイチク、1994年1月3日 - ）は、ポーランドの女子バレーボール選手。ポジションはアウトサイドヒッター。ポーランド代表。

## 来歴
- クラブチーム

カミエンナ・グラ出身。2009年、ジュニアのクラブであるSMS PZPS Szczyrkへ入団。2013年、IŁ Capital Legionovia Legionowoへ入団し3年間プレーした。2016年、MKS Muszynianka Muszynaへ移籍し、2年間プレーした。2018年6月にŁKSコマースコン・ウッチへの移籍が発表され、2018/19シーズンのオーレンリーガでは優勝を果たした。2021年5月、MOYAラドムカ・ラドムへ移籍し、2021/22シーズンのタウロンリーガでは6位、ポーランドカップで3位となった。2023/24シーズンはハンガリーのSzent Benedek RAでプレーした。2024年6月、PGE・グロット・ブドフラニ・ウッチへ移籍することが発表され、2024/25シーズンのタウロンリーガに出場している。
- 代表チーム

アンダーカテゴリーの代表として2011年、U-19世界選手権に出場し4位となった。2012年、U-20欧州選手権に出場し6位となった。同年のエリツィン大統領杯のメンバーに選出され、シニア代表デビューを果たした。2014年、ワールドグランプリに出場した。2019年、代表復帰し、欧州選手権に出場し4位となった。2020年、2020東京五輪欧州大陸予選に出場した。
- 私生活

2024年6月に結婚し、登録名をアレクサンドラ・ベネルスカへ変更した。

## 球歴
- 欧州選手権 - 2019年
- ワールドグランプリ - 2014年、2015年

## 所属クラブ
- SMS PZPS Szczyrk（2009-2013年）
- IŁ Capital Legionovia Legionowo（2013-2016年）
- MKS Muszynianka Muszyna（2016-2018年）
- ŁKSコマースコン・ウッチ（2018-2021年）
- MOYAラドムカ・ラドム（2021-2022年）
- Energa MKS Kalisz（2022-2023年）
- Szent Benedek RA（2023-2024年）
- PGE・グロット・ブドフラニ・ウッチ（2024-）